# Paris (Pensilvania)
Paris es un lugar designado por el censo ubicado en el condado de Washington en el estado estadounidense de Pensilvania. En el Censo de 2010 tenía una población de 732 habitantes y una densidad poblacional de 215,46 personas por km².

## Geografía
Paris se encuentra ubicado en las coordenadas 40°24′37″N 80°30′24″O / 40.41028, -80.50667. Según la Oficina del Censo de los Estados Unidos, Paris tiene una superficie total de 5.47 km², de la cual 5.47 km² corresponden a tierra firme y (0%) 0 km² es agua.

## Demografía
Según el censo de 2010, había 732 personas residiendo en Paris. La densidad de población era de 215,46 hab./km². De los 732 habitantes, Paris estaba compuesto por el 98.22% blancos, el 0.68% eran afroamericanos, el 0% eran amerindios, el 0.41% eran asiáticos, el 0% eran isleños del Pacífico, el 0% eran de otras razas y el 0.68% pertenecían a dos o más razas. Del total de la población el 0.41% eran hispanos o latinos de cualquier raza.